# František Filip (režisér)
František Filip (26. prosince 1930 Písek – 9. ledna 2021) byl český filmový a televizní režisér. Již během studií na FAMU počátkem 50. let 20. století točil své první dokumentární filmy. Po absolutoriu nastoupil v roce 1954 do krátce předtím vzniklé Československé televize, kde setrval až do odchodu do důchodu a i poté s televizí dále spolupracoval. Během svého života režíroval okolo 600 filmů a televizních pořadů všech žánrů pro diváky všech věkových kategorií.
Působil také jako pedagog FAMU.
V roce 1987 byl jmenován zasloužilým umělcem a dne 24. března 2018 převzal Cenu Thálie 2017 za šíření divadelního umění v televizi.
Zemřel 9. ledna 2021 na komplikace spojené s nákazou covid-19.

## Filmografie, výběr

### Televizní seriály
- 1960 Jak šel Ferda do světa (loutkový pro děti)
- 1962 Tři chlapi v chalupě
- 1966 Eliška a její rod
- 1968 Sňatky z rozumu
- 1971 F. L. Věk
- 1974 Byl jednou jeden dům
- 1975 Chalupáři
- 1978 Ve znamení Merkura
- 1982 Dobrá Voda
- 1984 Rozpaky kuchaře Svatopluka
- 1986 Zlá krev
- 1988 Cirkus Humberto
- 1990 Přísahám a slibuji
- 1992 Náhrdelník
- 2000 Pra pra pra

### Přepisy hudebně-dramatických děl
- 1978 Polská krev
- 1981 Prodaná nevěsta
- 1983 Netopýr

### Ostatní televizní tvorba
- 1962 Kočár nejsvětější svátosti
- 1967 Lucerna
- 1971 Kat nepočká
- 1975 Lístek do památníku
- 1976 Podnájemníci
- 1977 Ikarův pád
- 1977 Paličova dcera
- 1980 Nezralé maliny
- 1980 Scapinova šibalství
- 1980 Utopím si ho sám
- 1983 Tažní ptáci
- 1995 Den, kdy unesli papeže

### Film
- 1964 Příběh dušičkový
- 1966 Hrdina má strach
- 1969 Utrpení mladého Boháčka
- 1969 Odvážná slečna
- 1993 Jedna kočka za druhou
- 1999 Nebát se a nakrást